# 兵本達吉
兵本 達吉（ひょうもと たつきち、1938年（昭和13年） - ）は、日本の政治評論家。元国会議員秘書。なお兵本自身は「共産主義研究家」を自称している。
奈良市生まれ。横田めぐみ失踪事件について、彼女の父横田滋に石高健次リポート（1996年11月発売『現代コリア』収載）に記された「元北朝鮮工作員」の目撃証言を伝えた人物で、これにより日本人拉致問題が一挙に国民的関心事となって拉致被害者に対する救援活動が活発化した。1988年（昭和63年）、日本人拉致問題で初めて北朝鮮の関与を認めた答弁（「梶山答弁」）を引き出した国会質問の作成に関与したが、1998年（平成10年）日本共産党から「“公安警察のスパイ”として一方的に除名された」。

## 来歴
- 実家は奈良県の地主で昭和恐慌の際に没落し、かつてはコメ作りで財をなしていたが、養蚕に転換した[1]。
- 子ども時代から空手道を習っていた[1]。

### 党員時代
- 60年安保闘争のときまでは、ノンポリ学生でバルザックやトルストイの文学を愛好し、哲学でもイマヌエル・カントやフリードリヒ・ヘーゲルの方が好きであった[1]。マルクス主義とは無縁であったという[1]。安保闘争を機にマルクスの思想にふれた[1]。高校時代から歴史学を愛好していたが、マルクス主義には歴史に発展法則があるという考え（史的唯物論）があり、そこに魅かれたという[1]。
- 京都大学法学部在学中に日本共産党に入党[1][2][3]。大学ではドイツ刑法を学んでいた。刑法の道に進むか、マルクス主義をとるかでおおいに悩んだ時期があったという[1]。大学には7年在籍し、そろそろ卒業しようと思っていたとき、在籍年度を超えたという知らせが入ったので、結果的には中退して日本共産党の専従となった[1][2]。
- 60年安保期の大学では、反代々木の言論が横行したが、それには耳をかさず、筋金入りのプロレタリアートになろうと心がけ、臨時工などに就きながらオルグ活動をおこなっていた[1]。共産党中央へ取り立てられたのは、地方組織で中央批判の論文をよく書いていたのが目にとまり、批判ばかりではなく中央の活動に貢献するよう言われ、空手経験を活かし、共産党要人の護衛もするよう説かれたからであるという[1]。
- 1978年（昭和53年）、党国会議員公設秘書となる[3][2]。
- 国会議員秘書としてロッキード事件（1976年発覚。一審は1983年）やリクルート事件（1988年発覚。一審は1994年）の真相究明に努めた[2]。
- 1987年11月に起こった大韓航空機爆破事件に関する報道で、北朝鮮工作員だった金賢姫の供述内容に衝撃を受け、議員秘書として関連する事象の調査を進める過程で、1978年7月から8月にかけて起こった一連のアベック失踪事件のことを知り、以後、福井県・鹿児島県・新潟県で現地調査を行うなど北朝鮮による日本人拉致問題の調査に乗り出した[1][3][5][注釈 2]
- 1988年3月26日、参議院議員橋本敦が参議院予算委員会において日本人拉致問題に関して質問に立ち、国家公安委員長梶山静六から「北朝鮮による関与が濃厚」とする答弁を引き出している（「梶山答弁」）。兵本は橋本の秘書として、この質問の原稿を作成した[5][6]。
- 1980年に「アベック失踪事件」のスクープを報じた産経新聞の阿部雅美記者とは「梶山答弁」以降に連絡を取り合い、拉致問題について情報を交換した[5]。産経新聞と共産党とは犬猿の仲であったが、電話をかけてきたのは兵本の方からであった[5]。阿部によれば、兵本の関心は拉致被害者をどうやって日本に取り戻すかにあり、当時そのようなことを考えていたのは兵本ただひとりだけだったろうと振り返っている[5]。
- 1997年3月、北朝鮮による拉致被害者家族連絡会の結成に参画。「北朝鮮に拉致された日本人を救出するための全国協議会」（救う会）の幹事に就任。
- 1998年、「定年退職後の再就職先斡旋を公安警察の関係者に依頼した」として、日本共産党からスパイ行為の廉で除名処分が下る[7]。兵本自身はこの処分理由に関して「自分から就職斡旋を依頼した事実はなく、政府当局者から仕事を紹介してきたこと。会ったのは警察官だけではなく、内閣官房や外務省の官僚もいたこと。以上の経緯を共産党は無視し、さも就職斡旋を自ら依頼したような表現、他の役人関係者の存在を無視して公安警察との関係をことさら強調した表現をしている」と述べ、『文藝春秋』誌上で、北朝鮮と友好関係を回復したことで拉致調査妨害をしているとして共産党中央議長の不破哲三への査問を要求した[8]。日本共産党はこれに対して論評文を用意し、反論文掲載を『文藝春秋』に対して要求したが文春側はこれを拒否したという[9]。

### 除名後
北朝鮮への配慮により日本共産党を除名された後は、共産党の体質を批判し、戦前の治安維持法にも理解を示す一方、かつての民社党に近い政治的位置を示すようになった。
兵本は、『WiLL』や『正論』などにもしばしば論文を投稿している。花田紀凱にも近く、花田がWACから離れてからは花田の立ち上げた『Hanada』へも投稿した。産経新聞の阿部雅美は、「2018年に産経新聞の連載『私の拉致取材-40年目の検証』で私にとって当時疑惑扱いされていた拉致問題に関しては兵本氏＝共産党であり、兵本氏以外の共産党員と言葉を交わしたり、取材したりしたことは一度もない」と記しており、「梶山答弁」後から日朝首脳会談に至るまでの間、日本共産党は北朝鮮との関係修復に走り、邪魔な日本人拉致事件を日本共産党で一人だけ追及する兵本を除名したが、兵本はそうしたなかにあっても拉致被害者支援の活動を続けていったと評している。阿部は、兵本本人は「拉致は主権侵害、人権侵害の重大犯罪だ。産経も共産党も朝日もない。メディアは、なぜ報道しないんだ」との思いで国会やメディアで扱われていなかった北朝鮮拉致問題を追及する活動を続けたと述べている。阿部によれば、兵本のこの迫力と情熱がやがて被害者家族を動かし、家族会（北朝鮮による拉致被害者家族連絡会）の結成につながったという。

#### 「救う会」における経歴
- 2004年6月23日、「救う会」（北朝鮮に拉致された日本人を救出するための全国協議会）の佐藤勝巳会長（当時）が会への寄付金1,000万円を着服した疑いがあるとして、佐藤会長と西岡力副会長を小島晴則幹事とともに刑事告発した（結果は不起訴処分）[12][13]。兵本は、佐藤が2002年10月に札幌市の企業経営者から拉致問題に取り組む資金として受領した現金1,000万円を会の出納簿に記録せず、会が管理する銀行口座にも入金しなかったとし、金銭の使途や管理などについて説明するよう佐藤側に求めたが、回答がないとして、「拉致救援活動は、多くの方々の支持と寄付で成り立っている。多額の金銭の使途が不透明なままでは国民の支持を得られず、運動は崩壊してしまう」と主張した[12]。これに対し、「救う会」では、これは寄付者から「救出運動のため自由にお使いください」ということで受け取ったもので、情報収集活動に使用したものであり、兵本・小島の主張しているような佐藤会長の着服という事実は全くないとしている[13]。
  - 佐藤は1,000万円の受領を認めたうえで「情報収集活動に使った。事柄の性格上あえて公開しておらず、今後も公開するつもりはない」と説明した[12][13]。また、「救う会」も声明を発表し、兵本らの主張を事実無根とした[13]。兵本は『週刊新潮』（2004年7月29日号記事「灰色決着した救う会『1000万円』使途問題」）で次のように述べている。「私が監査人から聞いた話では、情報提供者とは韓国に亡命した北朝鮮の元工作員です。970万円は、500万円、170万円、300万円の3回に分けて支払われたそうです。しかし、1人の元工作員にそんな大金が渡っているとは信じられません」「500万円の一部は、元工作員がソウルに所有しているマンションのローンの返済に充てられたそうです。生活費も出していたとのことですが、いくら何でもやりすぎ。やっぱり、佐藤氏らが辻褄あわせをしたのではないか」。同記事によれば、肝心の佐藤は「取材は受けられない」と逃げるばかりだったという。なお、これについては、『週刊新潮』2006年10月12日号に「『救う会』を特捜部に告発する『告発テープ』」なる続報記事が出ており、「救う会」はこれを誹謗記事であるとし、また、かつて北朝鮮工作員で証言者だった安明進がぜひ公表してほしいと「週刊新潮に対する私、安明進の立場」なる怒りの一文を「救う会」事務局に直接届けるという出来事が起こっている[14]。
- 2004年12月、“会の方針に反して、週刊誌（「週刊新潮」）の取材に対し憶測に基づく言動を行なった”として全会一致の賛成で「救う会」理事を解任された。以後は、一会員として活動している。

## 人物
- 兵本は外ではアルコール飲料を口にすることがなく、コーヒー1杯のおごりも「饗応」にあたるとして受けなかったので、阿部雅美は「さすがだ」と感心したという[15]。阿部は、兵本が自分のことを「わし」といい、前置きなく大声で話すことに強い印象を受けた[5]。阿部によれば、兵本から党派的な言葉を聞いたことがなく、朝日放送プロデューサーの石高健次と阿部が知り合ったのも兵本を通じてであった[15]。
- 花田紀凱は、兵本を評して「人間的魅力に溢れた人物」であるとし、べらんめえ口調でハッキリと物を言い、巨体を揺すって豪快に笑う兵本は「さぞかし日本共産党には居づらかったろう」と推測している[11]。

## 著書
- 『日本共産党の戦後秘史』産経新聞出版、2005年9月。ISBN 978-4594049799。
- 『新版　日本共産党の戦後秘史』新潮社〈新潮文庫〉、2008年10月。ISBN 978-4101362915。

## 演じた俳優
- 堺正章 - 2003年9月12日放送「完全再現　北朝鮮拉致…25年目の真実　消えた大スクープの謎！」（フジテレビ制作）